# NGC 193
NGC 193 je galaksija u zviježđu Ribe.

## Vanjske poveznice
- SEDS: NGC 0193